# Myška drobná
Myška drobná (Micromys minutus) je velmi drobný druh hlodavce z čeledi myšovitých. Společně s myšivkou horskou patří k nejmenším evropským hlodavcům. Tento druh sice nepatří k ohroženým druhům, ale jeho početní stavy trpí kvůli modernímu zemědělství.

## Základní informace

### Rozšíření
Myška drobná žije na loukách a v okolí vodních ploch, kde vyhledává především vlhká stanoviště porostlá rákosím, na podmáčených loukách s vysokou trávou a v mokřinách. Někdy se vyskytuje i na sušších místech v křovinách podél silnic a cest nebo v zanedbávaných zahradách. Na zimní období se uchýlí do vyhrabaných nor, pod slehlé rákosí nebo do stohů slámy, do stodol nebo i do lidských obydlí. Samečci tohoto druhu si nárokují teritorium o rozloze asi 400 m², samičky si vystačí s menším územím.
Myška drobná se mimo některých hornatých oblastí Skandinávie vyskytuje v celé Evropě a také v Asii po severovýchodní Sibiř a Dálný východ. Nevyskytuje se ale v oblastech zhruba pod 35° severní šířky.

### Rozměry
- Délka těla: 5 – 7,5 cm[2].

- Délka ocasu: 5 – 7 cm
- Hmotnost: 5 – 13 gramů
- Délka života: 6 – 18 měsíců, v zajetí někdy až 5 let

### Popis

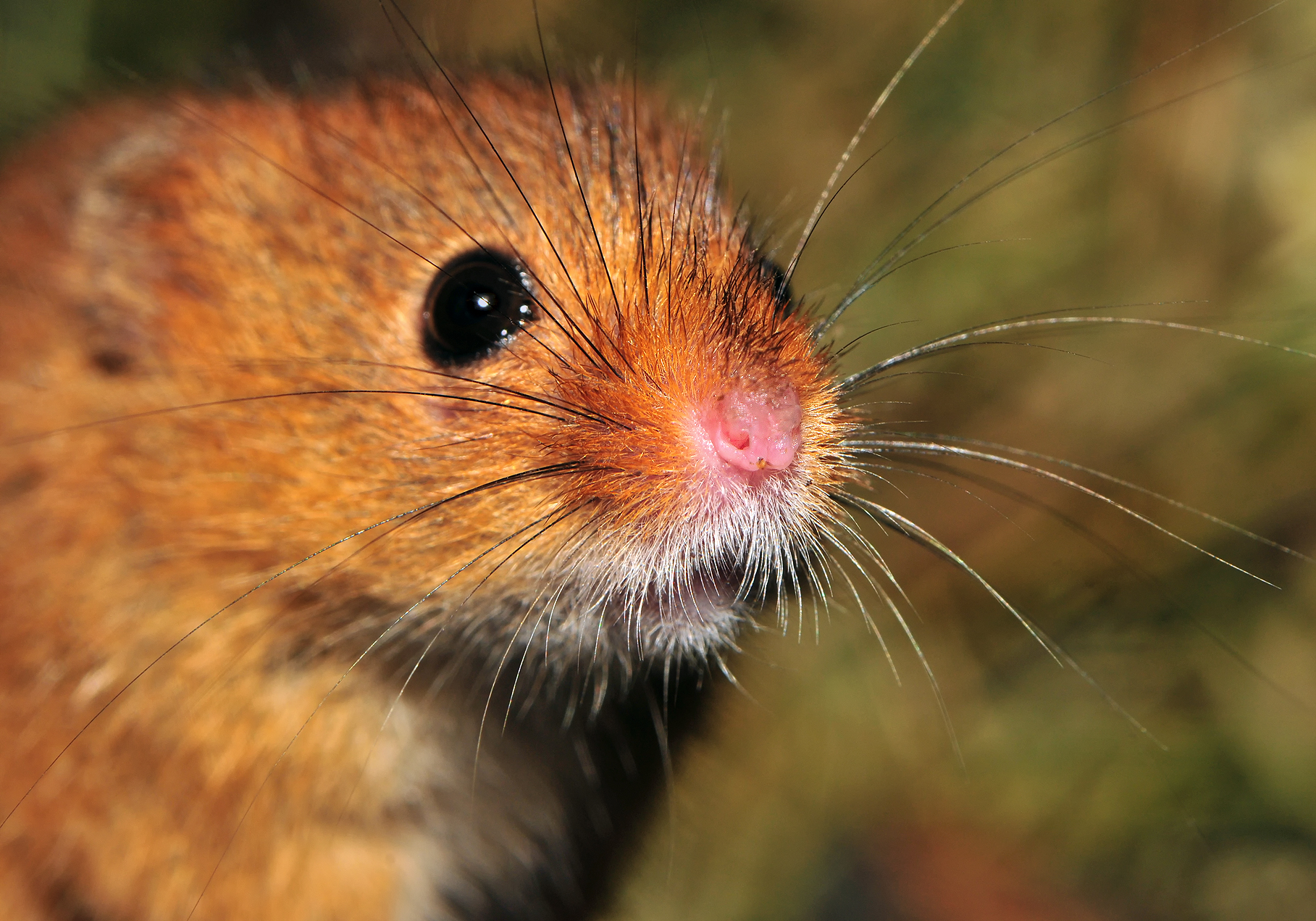
Myška drobná

Myška drobná má žlutohnědou barvu srsti, na břiše přechází v bílou. Někdy má srst i rezavou. V zimě přechází barva srsti v tmavší načervenalý odstín. Myška má velmi malé ušní boltce a tupě zakončený čenich s žlutým zbarvením. Dále má velmi řídce ochlupený a velmi pohyblivý chápavý ocas, který je jen o málo kratší než tělo, a který je velice důležitý pomocník v životě myšky drobné, protože jí pomáhá udržovat rovnováhu při hledání potravy a šplhání po stéblech rákosí.

### Způsob života a potrava
Myška drobná bývá aktivní spíše ve dne a ráda šplhá po stéblech vysokých trav nebo rákosinách. Ve výšce 30–80 cm nad zemí si staví hnízdo do tvaru koule ze stébel trav o průměru kolem 10 cm. Vnitřek si vystýlá chmýřím nebo rozcupovanými travinami. Když v něm samička porodí mladé, na celý jeden týden hnízdo uzavře.
Tento hlodavec má velice rozmanitý jídelníček, který závisí na momentálním ročním období. Živí se  semeny rostlin, bobulemi a jinými rostlinnými plody. Občas loví hmyz, hlavně moly, kobylky a brouky. Na polích šplhá za pomoci svého ocasu na stébla obilovin a vybírají zrna v klasech. Tím sice na polích nadělá zemědělcům nějaké škody, ale díky tomu, že loví některé druhy hmyzu, hlavně mšice, jsou vcelku užiteční. Na mšicích jim nejvíce chutná medovice, kterou vylučují, protože jim chutnají sladkosti, takže myšky někdy i olizují nektar z květů.

### Rozmnožování
Myšky drobné se velmi rychle množí a během jednoho roku přivádí na svět až šest vrhů vždy po 21denní březosti. V každém bývají tři až osm mláďat, z toho srpnové a zářijové generace bývají početnější. Mláďata jsou v hnízdě zavřená 11 dní a rychle dospívají. Už po dvou dnech života umí dobře lézt a po čtyřech dnech se o sebe starají sama. Po osmi dnech už dobře vidí a v devíti dnech již přijímají pevnou potravu. Matka, když je přestane kojit, jim nosí v pravidelných dávkách potravu. Sama požírá výkaly mláďat, aby nepřilákala ke hnízdu predátory. Po 11 dnech jsou mláďata schopná opustit hnízdo a prozkoumávat okolí. Když dosáhnou věku 16 dní, jsou již plně soběstačná a jejich matka zpravidla bývá zase březí. Jedinci pak pohlavně dospívají ve věku měsíce a půl.

## Domácí chov
Myšky drobné se dají snadno chovat v domácnostech. Je dobré je chovat buď v párech nebo ve skupinkách s jedním samcem a několika samicemi. Vyžadují minimálně 1 metr vysokou klec s rozměry základny půl na půl metru s členitou vnitřní výbavou (hodně listí, stébel, větví, mech na dně atd…). Důležité je poskytnout jim travnatý materiál na stavbu hnízd. Krmení tvoří z asi 60% rostlinná potrava a semena, zbytek tvoří živočišná potrava (viz odstavec o potravě). Mohou se přikrmovat i vařeným libovým masem nebo vajíčky vařenými natvrdo, případně suchary a sladkostmi. Je zapotřebí dbát na to, aby myšky netrpěly obezitou. Co se týče tekutin, postačí napáječka pro hlodavce nebo miska s vodou.